# Пермакультура
Пермакультура (від англ. permaculture — permanent agriculture — «Стале сільське господарство») — підхід до проектування сталих систем і система ведення сільського господарства, що працює в гармонії з природними процесами з мінімальними витратами праці і без шкоди для довкілля.

## Загальний опис
Підхід сформувався у другій половині XX століття через недовіру і спротив сучасним методам землеробства (активне застосування мінеральних добрив і пестицидів, обов'язкове орання землі і т. д.) зі сторони багатьох агрономів і біологів, а також фермерів-практиків з усього світу. Найвідоміші з них — австрійський фермер Йозеф Гольцер, японський фермер і філософ Масанобу Фукуока і австралійський дизайнер, еколог і зоолог, пропагандист пермакультури Білл Моллісон. Моллісон написав декілька книг з цього предмету, зокрема «Пермакультура: порадник для дизайнера». Відтоді слово «пермакультура» розширило своє значення.
Основа пермакультури — грамотне функціональне проектування (дизайн) компонентів, з яких будується конкретна стала система (город, присадибна ділянка, парк, екопоселення тощо). Грамотність такого дизайну визначається достатнім знанням про властивості і особливості кожної складової (плодові дерева, господарські будівлі, живоплоти, стави) та вмінням встановити зв'язки між ними таким чином, щоб підвищити ефективність їх обслуговування і, відповідно, зменшити зусилля на їх підтримку.

## Історія
Франклін Гірам Кінг вперше вжив термін «перманентна агрокультура» (permanent agriculture) у своїй книзі 1911 року «Фермери 40 століть». В контексті книги під цим терміном мається на увазі агрокультура з невичерпними ресурсами.

## Теорія

### Принципи проектування
Холмгрен сформулював дванадцять принципів дизайну пермакультури у своїй роботі «Пермакультура: принципи та шляхи за межі сталого розвитку»:
- Спостерігайте та взаємодійте : виділіть час для взаємодії з природою, щоб розробити рішення, які відповідають конкретній ситуації.
- Ловити та зберігати енергію : розробляйте системи, які збирають ресурси на піку надлишку для використання в разі потреби.
- Отримайте прибуток : акцентуйте увагу на проектах, які приносять значні винагороди.
- Застосовуйте саморегуляцію та приймайте зворотний зв'язок : запобігайте неналежним діям, щоб забезпечити належне функціонування систем.
- Використовуйте та цінуйте відновлювані ресурси та послуги : найкращим чином використовуйте достаток природи: зменшіть споживання та залежність від невідновлюваних ресурсів.
- Не виробляйте відходів : цінуйте та використовуйте всі доступні ресурси: нічого не витрачайте.
- Проектуйте від механізмів до деталей : спостерігайте за закономірностями в природі та суспільстві та використовуйте їх для проектування, пізніше додаючи деталі.
- Інтегруйте, а не відокремлюйте : належний дизайн дозволяє розвивати відносини між елементами дизайну, дозволяючи їм працювати разом, щоб підтримувати один одного.
- Використовуйте невеликі та повільні рішення : невеликі та повільні системи легше обслуговувати, вони краще використовують місцеві ресурси та дають більш стійкі результати.
- Використовуйте та цінуйте різноманітність : різноманітність зменшує вразливість системного рівня до загроз і повністю використовує її середовище.
- Використовуйте краї та цінуйте межі : кордон між речами — це місце, де відбуваються найцікавіші події. Часто це найцінніші, різноманітні та продуктивні елементи системи.
- Творчо використовуйте зміни та реагуйте на них : позитивний вплив на неминучі зміни відбувається завдяки ретельному спостереженню з подальшим своєчасним втручанням.

### Шари (прошарки)
Шари — це інструмент, який використовується для розробки стійких екосистем, які приносять безпосередню користь людям. Зріла екосистема має багато взаємозв'язків між своїми складовими частинами, такими як дерева, підлісок, ґрунтовий покрив, ґрунт, гриби, комахи та тварини. Оскільки рослини ростуть на різну висоту, різноманітна спільнота організмів може займати відносно невеликий простір, кожен на іншому шарі. Ліси пропонують сім основних шарів, хоча їх може бути набагато більше, наприклад грибів.
- Ризосфера: кореневі шари в ґрунті. Основними компонентами цього шару є ґрунт і організми, які живуть у ньому, такі як коріння та зоми рослин (включаючи коренеплоди, такі як картопля та інші їстівні бульби), гриби, комахи, нематоди, черви тощо.
- Поверхня ґрунту/ грунтовий покрив: перекриває трав'янистий шар і грунтовий покрив ; однак рослини в цьому шарі ростуть набагато ближче до землі, щільно заповнюють оголені ділянки і, як правило, можуть витримувати деякий рух людей. Покривні культури зберігають ґрунт і зменшують ерозію разом із сидератами, які додають поживні речовини та органічні речовини, особливо азот .
- Трав'яний шар: рослини, які відмирають на землі щозими, якщо досить холодно. Немає дерев'яних стебел. У цьому шарі багато корисних рослин, таких як кулінарні та лікарські трави. Однорічні, дворічні та багаторічні рослини .
- Кущовий ярус: деревні багаторічники обмеженої висоти. Включає більшість ягідних чагарників.
- Підлісок: дерева, що ростуть під кроною.
- Крона: найвищі дерева. Великі дерева домінують, але зазвичай не насичують територію, тобто деякі ділянки позбавлені дерев.
- Вертикальний шар: ліани або ліани, такі як бігові боби та лімські боби (сорти ліан).[3][4]

### Гільдії

Мікоризні гриби зазвичай функціонують у мутуалістичних симбіотичних відносинах з рослинами

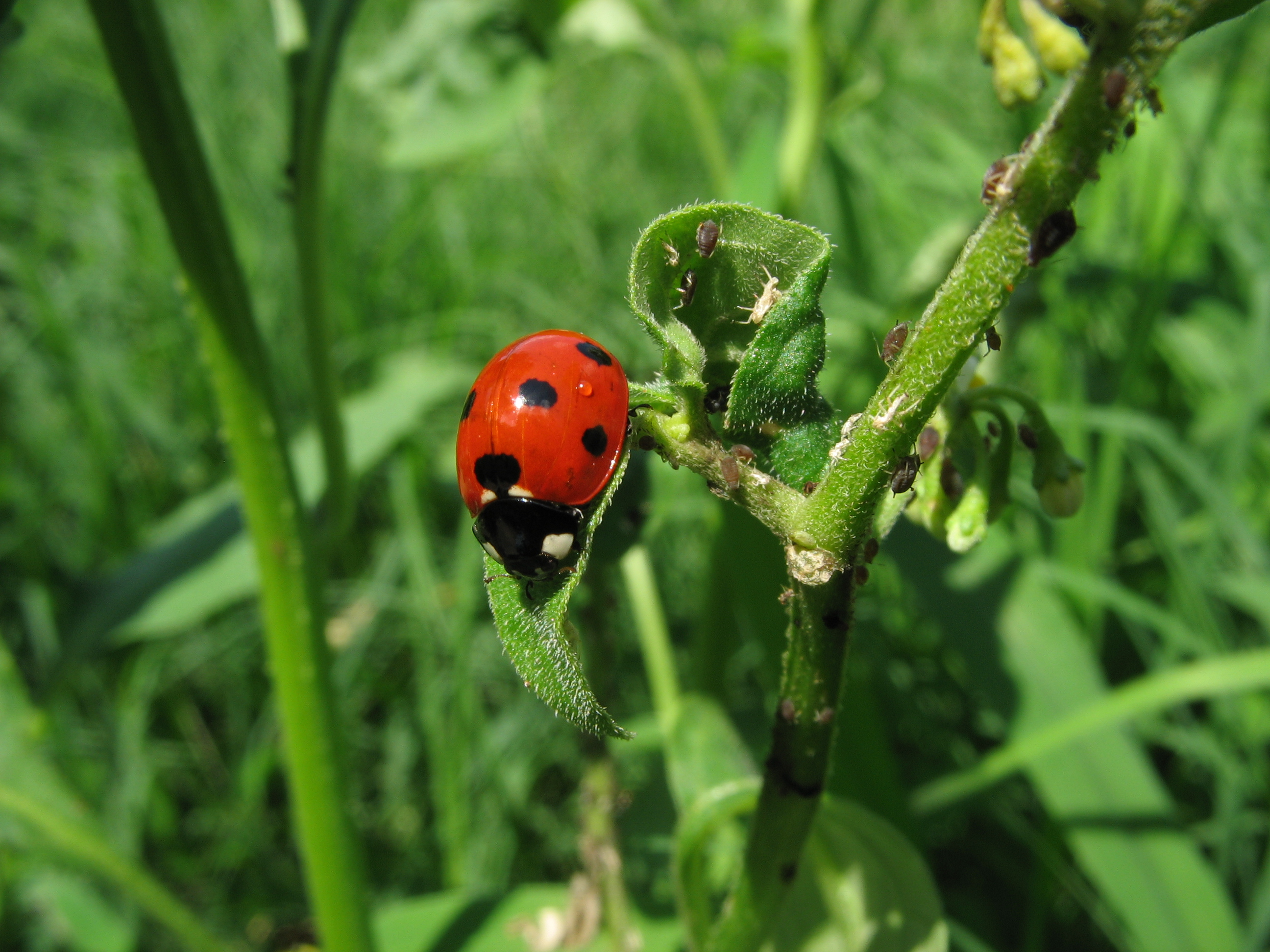
Сонечка вважаються корисними комахами в пермакультурі через їхню допомогу в боротьбі з попелицею

Гільдія — це взаємовигідна група видів, які утворюють частину більшої екосистеми. У гільдії кожен вид надає унікальний набір різноманітних послуг, які працюють у гармонії. Гільдії включають сумісних тварин, комах і рослин, які створюють симбіотичні стосунки, які створюють здоровіші рослини та екосистеми, а також корисні ресурси для людей. Наприклад, рослини можна вирощувати для виробництва їжі, витягування поживних речовин із глибини ґрунту через стрижневе коріння, балансування рівнів азоту в ґрунті (бобові), для залучення корисних комах у сад та відлякування небажаних комах або шкідників. Існує декілька типів гільдій, наприклад гільдії спільноти, гільдії взаємної підтримки та гільдії розподілу ресурсів.
- Гільдії спільноти групують види на основі певної функції або ніші, яку вони заповнюють у саду. Приклади цього типу гільдії включають рослини, які приваблюють певних корисних комах, або рослини, які відновлюють азот у ґрунті. Ці типи гільдії спрямовані на вирішення конкретних проблем, які можуть виникнути в саду, таких як нашестя шкідливих комах і погане харчування в грунті.[9]
- Установчы гільдії зазвичай використовується під час роботи зі створення цільових видів (основних овочів, фруктів, трав тощо, які ви хочете створити у своєму саду) за підтримки видів-піонерів (рослин, які допоможуть цільовим видам досягти успіху). Наприклад, у помірному кліматі такі рослини, як живокіст (як бар'єр для бур'янів і динамічний накопичувач), люпин (як фіксатор азоту) і нарцис (як відлякувач ховрахів) можуть разом утворювати гільдію плодового дерева. У міру дорослішання дерева опорні рослини, ймовірно, з часом будуть затінені та їх можна буде використовувати як компост.[9]
- Зрілі гільдії утворюються, коли ваш цільовий вид створений. Наприклад, якщо деревний ярус вашого ландшафту закриває свій полог, сонцелюбні опорні рослини будуть затінені та загинуть. Як підлісок можна висаджувати такі тіньолюбні лікарські трави, як женьшень, клопотник і золотуха.[9]
- Гільдії взаємної підтримки об'єднують види, які доповнюють один одного, працюючи разом і підтримуючи один одного. Ця гільдія може включати рослину, яка фіксує азот, рослину, яка приймає комах, які є хижаками для шкідників, та іншу рослину, яка приваблює запилювачів.[9] Прикладом гільдії взаємної підтримки є симбіотичні стосунки мікоризних грибів із рослинами, які забезпечують коріння рослин мінералами та азотом і отримують цукор натомість, як приклад мутуалістичної гільдії. Прихильники пермакультури користуються перевагами цього взаємозв'язку під час планування своїх садів.[10]
- Гільдії розподілу ресурсів групують види на основі їх здатності ділитися основними ресурсами один з одним через процес диференціації ніш. Потенційний приклад цього типу гільдії включає розміщення рослини з волокнистим або неглибоким корінням поруч із рослиною зі стрижневим корінням, щоб вони отримували поживні речовини з різних рівнів ґрунту.[9]

### Ефект краю
Ефект краю в екології — це ефект зіставлення контрастних середовищ в екосистемі. Пермакультуристи стверджують, що там, де зустрічаються різні системи, вони можуть стати високопродуктивними та створювати корисні зв'язки. Прикладом цього є узбережжя. Там, де стикаються суша і море, знаходиться багата територія, яка задовольняє непропорційний відсоток потреб людей і тварин. Ця ідея відображена в пермакультурних дизайнах шляхом використання спіралей у трав'яних садах або створення ставків із хвилястими хвилястими береговими лініями, а не простим колом чи овалом (таким чином збільшуючи кількість краю для певної території).

Пермакультурні зони 0-5

### Зони

Проста ілюстрація зональної системи в пермакультурі.

Зони раціонально організовують елементи дизайну в середовищі людини на основі частоти використання людиною та потреб рослин або тварин. Елементи конструкції, які часто маніпулюють або збирають, розташовані поблизу будинку в зонах 1 і 2. Маніпулювані елементи, розташовані далі, використовуються рідше. Зони нумеруються від 0 до 5 залежно від позиціонування.
Зона 0
Дім, або домашній центр. Тут принципи пермакультури спрямовані на зменшення потреб у енергії та воді, використання природних ресурсів, таких як сонячне світло, для створення гармонійного сталого середовища для життя та роботи. Зона 0 є неофіційним позначенням, яке конкретно не визначено в книзі Моллісона.
Зона 1
Найближча до дому зона, розташування тих елементів у системі, які вимагають частої уваги або які потрібно часто відвідувати, наприклад посіви салату, трави, м'які фрукти, такі як полуниця або малина, теплиці та холодні рами, зона розмноження, черв'ячний компостник для кухонних відходів тощо. Підняті грядки часто використовуються в зоні 1 у міських районах .
Зона 2
Ця територія використовується для розміщення багаторічних рослин, які потребують менш частого догляду, наприклад, час від часу боротьби з бур'янами або обрізки, включаючи кущі смородини та фруктові сади, гарбузи, солодку картоплю тощо. Також гарне місце для вуликів, великих компостних контейнерів тощо.
Зона 3
Площа, де вирощуються основні культури як для домашнього використання, так і для торгівлі. Після встановлення догляд і догляд потрібні досить мінімально (за умови використання мульчі та подібних речей), наприклад, полив або боротьба з бур'янами, можливо, раз на тиждень.
Зона 4
Напівдика територія, яка в основному використовується для заготівлі корму та збирання дикорослих рослин, а також для виробництва деревини для будівництва чи дров.
Зона 5
Зона дикої природи. Люди не втручаються в зону 5, окрім спостереження за природними екосистемами та циклами. Ця зона містить природний резерв бактерій, цвілі та комах, які можуть допомогти зонам над нею.

### Турбота про людей
Основною темою пермакультури є ідея «турботи про людей». Прагнення до процвітання починається в межах місцевої громади чи культури, які можуть застосовувати принципи пермакультури для підтримки середовища, яке їх підтримує, і навпаки. Це різко контрастує з типовими сучасними промислово розвиненими суспільствами, де місцевість і знання покоління часто ігноруються в гонитві за багатством або іншими формами суспільного впливу.

## Практики

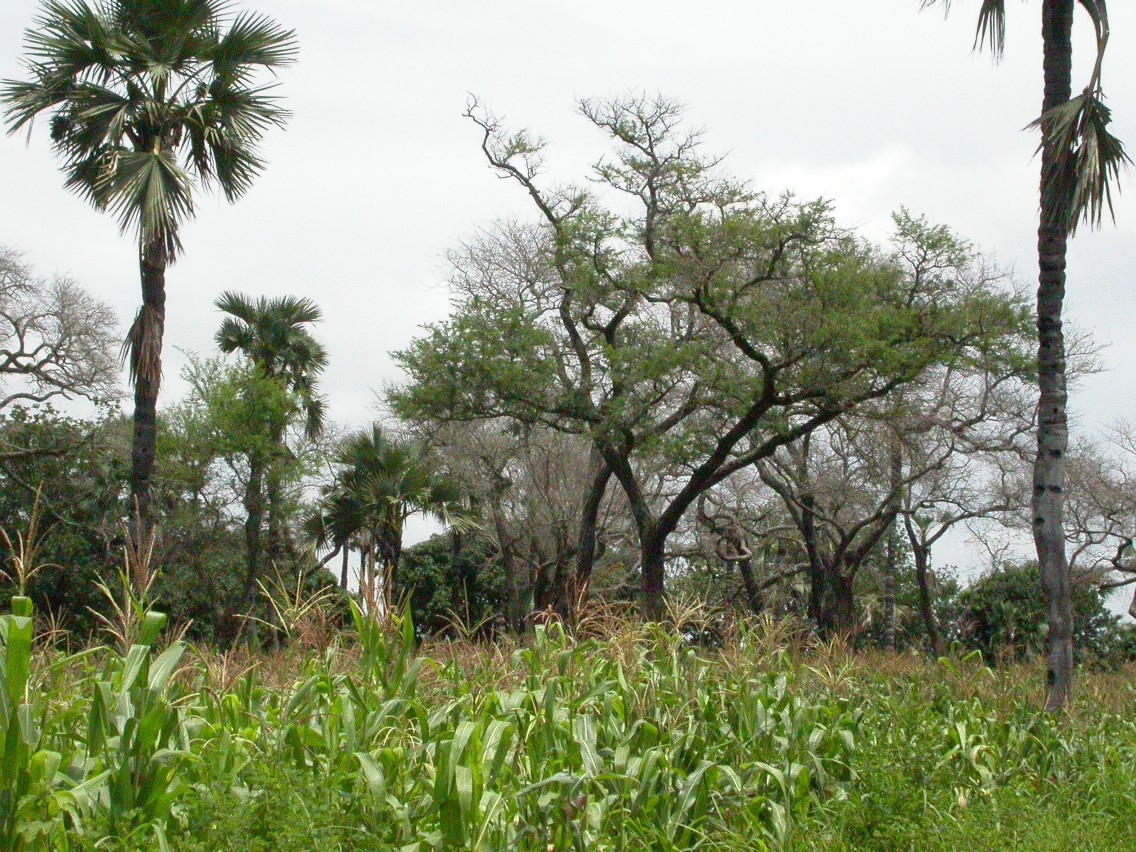
Агролісомеліорація в Буркіна-Фасо, кукурудза під деревами

### Агролісомеліорація
Агролісомеліорація використовує переваги поєднання дерев і кущів із сільськогосподарськими культурами чи худобою. Вона поєднує сільськогосподарські та лісогосподарські технології для створення більш різноманітних, продуктивних, прибуткових, здорових і сталих систем землекористування. Дерева чи кущі навмисно використовуються в сільськогосподарських системах, або недеревні лісові продукти вирощуються в лісових умовах.
Лісосадівництво чи продовольчі ліси включають системи, створені для імітації природних лісів. Лісові сади, як і інші проекти пермакультури, включають процеси та відносини, які, на думку дизайнерів, є цінними в природних екосистемах. Серед прихильників лісових садів є Грем Белл, Патрік Уайтфілд, Дейв Джек, Ерік Тоенсмайєр і Джефф Лоутон. Белл почав будувати свій лісовий сад у 1991 році та написав «Пермакультурний сад» у 1995 році, Вайтфілд написав книгу «Як створити лісовий сад» у 2002 році, Джек і Тоенсмайер стали співавторами двотомного набору книг «Їстівне лісове садівництво» у 2005 році, а Лотон представив фільм «Створення харчового лісу» у 2008 році

### Приміська та міська пермакультура
Основним елементом пермакультури передмістя та міст є ефективне використання простору. Важливо збільшити простір для виробництва їжі та мінімізувати втрачений простір. Журнал Wildfire пропонує використовувати такі методи, як сад із замковою щілиною, щоб вирішити цю проблему простору. Сусіди також можуть співпрацювати один з одним, щоб збільшити масштаб трансформації. Такі сайти, як центри відпочинку, асоціації сусідів, міські програми, релігійні групи та школи, можуть стати частиною більшого соціального та економічного руху. Колумбія — екопоселення в Портленді, штат Орегон, що складається з 37 багатоквартирних кондомініумів, вплинуло на сусідніх сусідів, щоб вони запровадили подібні екологічні принципи пермакультури, включаючи сади перед двориками. Приміські пермакультурні об'єкти, такі як один у Юджині, штат Орегон, включають водозбірник дощової води, їстівний ландшафт, видалення асфальтованих під'їздів, перетворення гаража на житловий простір, заміну патіо з південної сторони на пасивну сонячну енергію, естетичні особливості, окремі споруди.

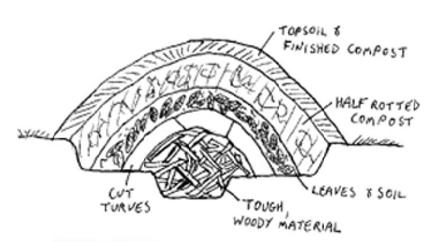
Ескіз Hügelkultur

### Пагорбова культура (Hügelkultur)
Hügelkultur — це практика закопування деревини для збільшення утримання води в ґрунті. Пориста структура деревини діє як губка, розкладаючись під землею. Під час сезону дощів достатня кількість закопаної деревини може поглинути достатньо води, щоб підтримувати врожай протягом сухого сезону. Ця техніка є традиційною практикою, яка розвивалася протягом століть у Європі та нещодавно була прийнята пермакультуралістами.
Техніка Hügelkultur може бути реалізована шляхом створення насипів на землі, а також на піднятих грядках. У піднятих грядках ця практика «імітує природний кругообіг поживних речовин, який спостерігається при розкладанні деревини та високій водоутримуючій здатності органічного детриту, а також покращує структуру грядки та дренажні властивості». Це робиться шляхом розміщення деревного матеріалу (наприклад, колод і палиць) на дно грядки перед тим, як насипати зверху органічний ґрунт і компост. Дослідження, у якому порівнювали водоутримуючу здатність грядок Hügel і інших грядок, показали, що грядки Hügel потребують меншого обслуговування та є більш ефективними в довгостроковій перспективі, оскільки потребують менше зрошення.

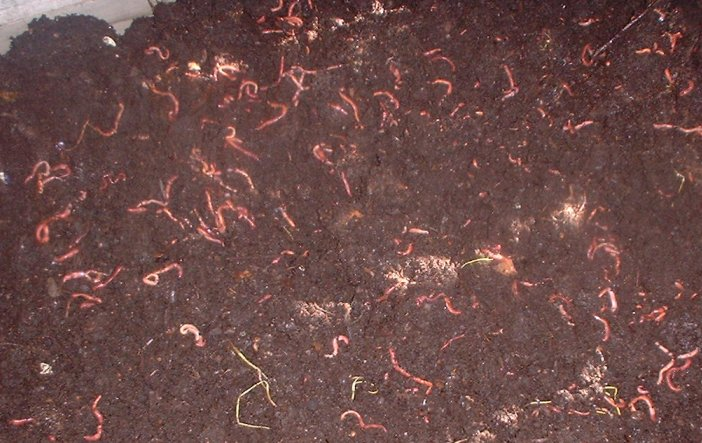
Здорова популяція червоних віглерів у контейнері для вермікомпосту

### Вермікомпостування
Вермікомпостування є звичайною практикою в пермакультурі. Практика передбачає використання дощових черв'яків, таких як червоний вертлюг, для розщеплення зелених і коричневих відходів. Черв'яки виробляють черв'якові відливки, які можна використовувати для органічного удобрення саду. Черв'яків також вводять на грядки, допомагаючи аерувати ґрунт і покращувати утримання води. За ідеальних умов глисти можуть швидко розмножуватися. Наприклад, пермакультурна ферма на Кубі почалася з 9 тигрових черв'яків у 2001 році, а через 15 років популяція становила понад 500 000 особин. Відливки черв'яків особливо корисні як частина початкової суміші для насіння та звичайного добрива. Повідомляється, що відливки черв'яків є більш успішними, ніж звичайний компост для початку насіння.

### Природна забудова

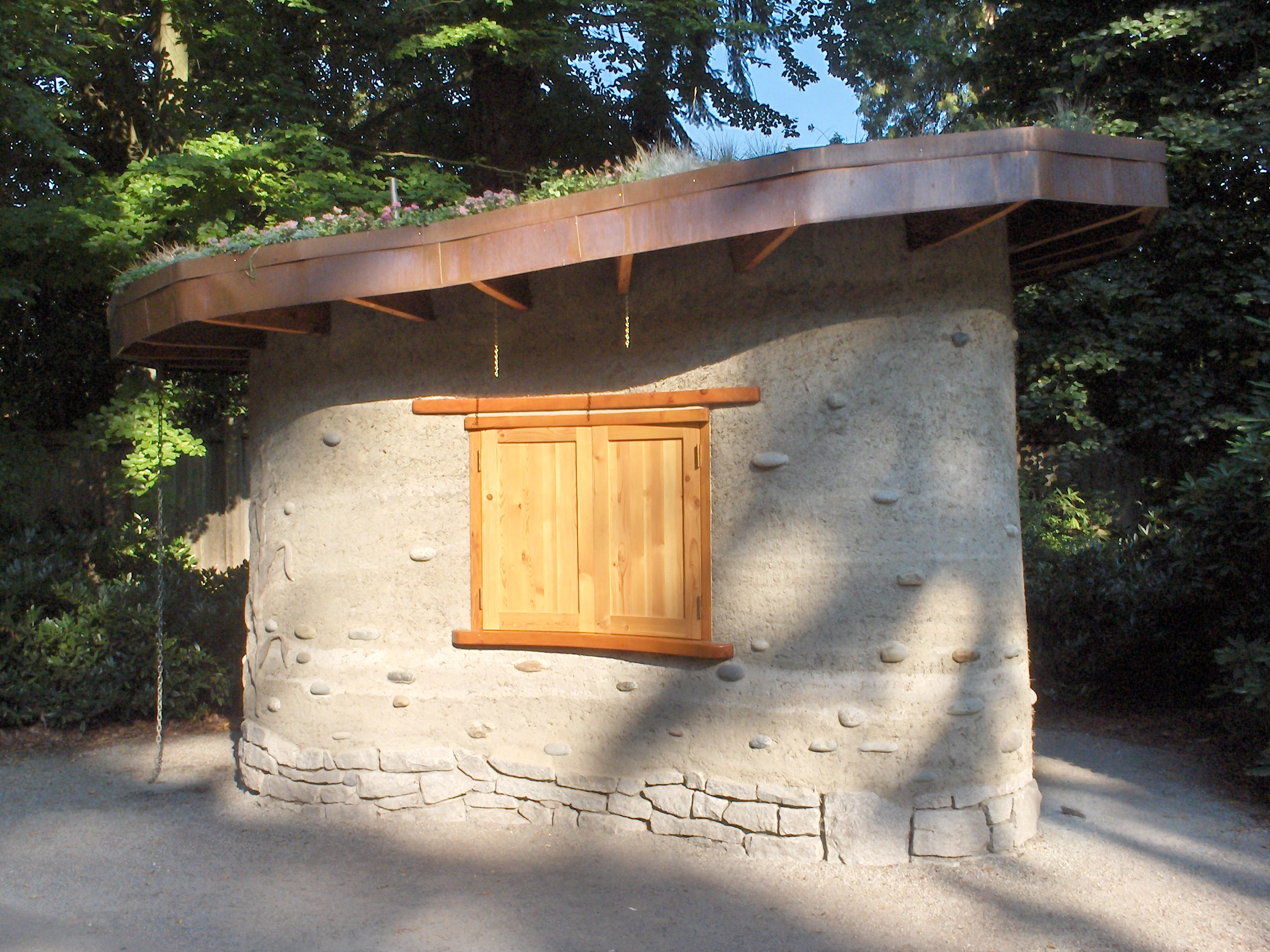
Невелика будівля з живим дахом

Природне будівництво передбачає використання ряду будівельних систем і матеріалів, які застосовують принципи пермакультури. Основна увага приділяється довговічності та використанню мінімально оброблених, численних або відновлюваних ресурсів, а також тих, які під час переробки чи збереження створюють здорове середовище для життя та підтримують якість повітря в приміщенні. Наприклад, цемент, звичайний будівельний матеріал, виділяє вуглекислий газ і є шкідливим для навколишнього середовища, тоді як природне будівництво працює з навколишнім середовищем, використовуючи матеріали, які біологічно розкладаються, такі як качани, саман, утрамбована земля (необпалена глина) і тюки соломи (який утеплює так само, як і сучасні синтетичні матеріали).
Природне будівництво намагається зменшити вплив будівель на навколишнє середовище без шкоди для комфорту, здоров'я чи естетики. Природне будівництво використовує велику кількість доступних природних матеріалів (наприклад, глину, камінь, пісок, солому, дерево, очерет) і значною мірою спирається на традиційні архітектурні стратегії, що зустрічаються в різних кліматичних умовах. Компактне будівництво та мінімізація впливу на навколишнє середовище є звичайним явищем, як і обробка енергії на місці, збирання води на місці, альтернативне очищення стічних вод і повторне використання води .  Більшість матеріалів надходять регіонально, місцево або навіть на місці. Покрівельні покриття часто включають дернову або " живу покрівлю ", солому та дерев'яні струси або черепицю. Популярністю користуються фундаменти з бутового траншеї, так як вони не потребують бетону. Подібним чином поширені стіни з сухих штабелів або оброблені вапном. Природні будівельники також регулярно комбінують стінові системи в одній будівлі, найкраще використовуючи, наприклад, тепло- або водостійкі властивості кожного матеріалу.

### Збір дощової води

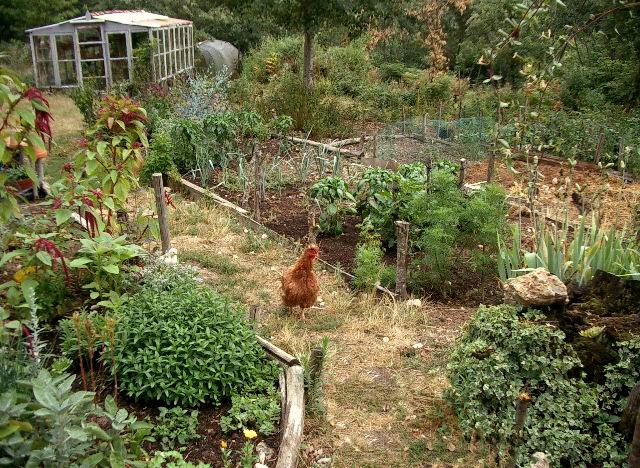
Курка блукає в саду трав

Збір дощової води — це накопичення та зберігання дощової води для повторного використання перед тим, як вона витече або досягне водоносного горизонту. Його використовували для забезпечення питною водою, водою для худоби та водою для зрошення, а також для інших типових цілей. Дощова вода, зібрана з дахів будинків і місцевих установ, може зробити важливий внесок у забезпечення наявності питної води. Це може доповнити рівень грунтових вод і збільшити міську зелень. Вода, зібрана з землі, іноді з ділянок, спеціально підготовлених для цієї мети, називається збором дощової води.
Сіра вода — це стічна вода, яка утворюється під час домашньої діяльності, як-от прання, миття посуду та купання, яку можна переробити для таких цілей, як ландшафтне зрошення та створені водно-болотні угіддя. Сіра вода в основному стерильна, але не питна. Сіра вода відрізняється від води зі стічних вод або чорної води, яка містить відходи людини чи тварин. Пермакультурний підхід до чорної води полягає в компостуванні за допомогою процесу, відомого як людський добрив; портманто з людей і гною. Метан у людському гної можна збирати та використовувати як паливо, як природний газ, наприклад, для опалення чи приготування їжі, і його зазвичай називають біометаном, і він є компонентом біогазу. Біогаз можна отримувати з людських відходів, а залишок використовувати як людський гній. Найпростіші форми людського гною включають компостний туалет, господарську будівлю або сухе болото, оточене деревами, які є важкими живильниками, які можна використовувати для деревного палива. Цей процес виключає використання водопровідного унітазу.

### Одомашнені тварини
Одомашнені тварини часто включені в дизайн пермакультур. Тварини є критично важливим компонентом будь-якої стійкої екосистеми. Дослідження показують, що без участі тварин екологічна цілісність зменшується або втрачається. Діяльність, яка сприяє системі, включає: пошук їжі для кругообігу поживних речовин, прибирання опалих плодів, боротьбу з бур'янами, поширення насіння та боротьбу зі шкідниками. Поживні речовини обертаються тваринами, перетворюючись із їхньої менш засвоюваної форми (наприклад, трави чи гілок) у більш насичений поживними речовинами гній.

### Листове мульчування
Мульча — це захисне покриття, яке накладається на грунт. Матеріал для мульчі включає каміння, листя, картон, деревну стружку та гравій, хоча в пермакультурі мульча з органічного матеріалу є кращою, оскільки вона виконує більше функцій. До них належать поглинання опадів, зменшення випаровування, забезпечення поживними речовинами, збільшення органічних речовин у ґрунті, створення середовища існування для ґрунтових організмів, пригнічення росту бур'янів і проростання насіння, пом'якшення коливань добової температури, захист від морозу та зменшення ерозії. Листове мульчування — це техніка садівництва, яка намагається імітувати природні лісові процеси. Листове мульчування імітує листяний покрив, який зустрічається на лісовій підстилці. При правильному розгортанні та в поєднанні з іншими принципами пермакультури це може створити здорові, продуктивні екосистеми, які не потребують обслуговування.
Листова мульча служить «банком поживних речовин», зберігаючи поживні речовини, що містяться в органічній речовині, і повільно надаючи ці поживні речовини рослинам, оскільки органічна речовина повільно та природним чином розщеплюється. Він також покращує ґрунт, залучаючи та живлячи дощових черв'яків, жужелиць та багато інших ґрунтових мікроорганізмів, а також додаючи гумус. Дощові черв'яки «обробляють» ґрунт, а їх відливки є одними з найкращих добрив і кондиціонерів ґрунту. Листове мульчування можна використовувати для зменшення або усунення непотрібних рослин, позбавляючи їх світла, і може перевершити в ефективності гербіциди чи інші методи боротьби.

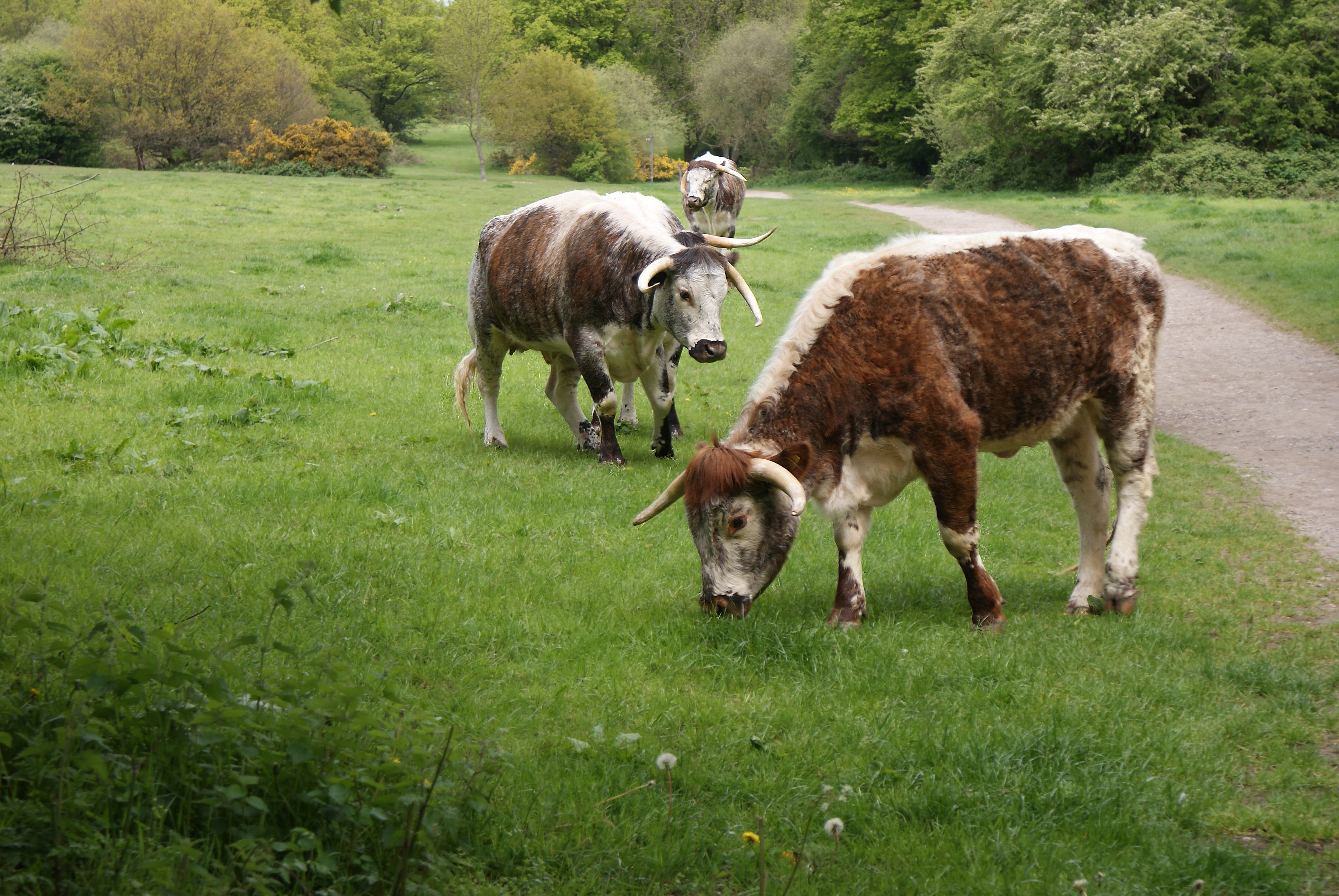
Випас великої рогатої худоби Longhorn у національному природньому заповіднику Руісліп Лідо.

### Випас тварин
Випас тваин звинувачують у великих руйнуваннях екосистем планети. Однак, коли випас створено за зразком природи, це може мати протилежний ефект. Клітинний випас — це система випасу, при якій стада або отари регулярно й систематично переміщуються на свіже пасовище з метою максимізації якості та кількості корму. Зеп Хольцер і Джоел Салатін показали, як випас може почати екологічну спадкоємність або підготувати ґрунт для посіву. Техніку цілісного управління Алланом Севорі порівнюють із «пермакультурним підходом до управління пасовищами». Одним із варіантів є консерваційний випас, де головною метою тварин є принесення користі навколишньому середовищу, і тварин не обов'язково використовують для отримання м'яса, молока чи клітковини. Вівці можуть замінити газонокосарки. Кози та вівці можуть їсти інвазивні рослини.

### Догляд за плодовими деревами
Масанобу Фукуока в рамках ранніх експериментів на своїй сімейній фермі в Японії експериментував із методами без обрізки. Він дійшов висновку, що дерева слід вирощувати без обрізки, дозволяючи їм формувати здорові та ефективні природні моделі гілок. Це відображає філософію Дао Wú wéi, що частково перекладається як бездіяльність. Він інтерпретував це як відсутність непотрібної обрізки, на відміну від невтручання або буквальної відсутності обрізки. Зрештою він досяг врожайності, порівнянної або перевищуючої стандартну/інтенсивну практику використання обрізки та хімічного внесення добрив.

## Елементи дизайну
Кожний елемент системи підлягає ретельному вивченню: для чого він потрібен, що він дає, які його властивості. Наприклад, курчата — їм потрібна вода, помірний мікроклімат і їжа, їх розводять на м'ясо, яйця, пір'я і послід, який служить добривом для твердого ґрунту.
Далі елементи дизайну з'єднують між собою так, щоб продукти існування одного елементу були корисні іншим елементам. Спільне функціонування призводить до мінімізації витрат і людської праці, необхідної для обслуговування сталої системи.

## Пермакультура в Україні
Громадська спілка «Пермакультура в Україні» веде активну роботу з впровадження новітніх технологій пермакультури в життя країни. Спілка організовує численні навчально-практичні заходи для охочих навчитися пермакультурному дизайну.
Також існує Сертифікаційний курс пермакультурного дизайну (українською).

## Принципи створення симбіотичної агрокультури
- Сумісність рослин.
- Вирощування рослин у змішаних і ущільнених посадках.
- Корнеобіг.
- Компостування в високих пагористих грядах.
- Мульчування.
- Запуск ґрунтового біоконсорціуму.
- Вирощування по дернині, цілині, без глибокої обробки ґрунту.
- Біологічний захист. Використання рослин з фунгіцидними і бактерицидними властивостями.
- Мікроклімат. Сонячні пастки (англ. suntraps)
- Підвищення інсоляції і температури за рахунок водяних лінз.
- Вітрозахисні насадження (англ. windbreaks), накопичувачі тепла.
- Створення природоподібних водойм.

## Публікації
- Білл Моллісон, Рені Міа Слей. Вступ до пермакультури. Львів: Простір-М, 2019. — 208 с. : іл., мал. — Бібліогр. в кінці розд. — 1000 прим. — ISBN 978-617-7746-20-0
- Аранья. Пермакультурний Дизайн: Крок за Кроком. Київ: ГС «Пермакультура в Україні», 2016. — 189 с. : іл. — Бібліогр.: с. 186—187. — ISBN 978-966-97563-0-5

- Bell, Graham. The Permaculture Way. 1st edition, Thorsons, (1992), ISBN 0-7225-2568-0, 2nd edition Permanent Publications (UK) (2004), ISBN 1-85623-028-7.
- Bell, Graham. The Permaculture Garden. Permanent Publications (UK) (2004), ISBN 1-85623-027-9.
- Burnett, Graham. Permaculture: A Beginner's Guide. Spiralseed [Архівовано 6 березня 2022 у Wayback Machine.] (UK).